# Marcus Rampazzo
Marcus Rampazzo, foi um professor, compositor, produtor musical e guitarrista brasileiro.
Estudou teoria musical no Conservatório Ernesto Nazareth e aperfeiçoou-se no Conservatório Musical Paes de Barros.
Foi um dos fundadores da banda Beatles 4Ever, que integra o livro dos recordes, como sendo a banda que tocou por mais horas seguidas, as músicas dos The Beatles.
Elogiado por George Harrison, Marcus foi um dos músicos brasileiros que mais conheceu a obra dos Beatles.
Morreu, em consequência de um acidente vascular cerebral (AVC) no dia 29 de março de 2016.